# إيفان كاليرو
إيفان كاليرو (بالإسبانية: Iván Calero Ruiz)‏ هو لاعب كرة قدم إسباني في مركز نصف الجناح، ولد في 21 أبريل 1995 في بارلا في إسبانيا. شارك مع منتخب إسبانيا تحت 16 سنة لكرة القدم ومنتخب إسبانيا تحت 17 سنة لكرة القدم ومنتخب إسبانيا تحت 18 سنة لكرة القدم ومنتخب إسبانيا تحت 19 سنة لكرة القدم. أما مع النوادي، فقد لعب مع أتلتيكو مدريد ب وأتلتيكو مدريد ج وديربي كاونتي ونادي إلتشي ونادي بيرتن ألبيون.

## وصلات خارجية
- إيفان كاليرو على موقع الاتحاد الأوربي (الإنجليزية)
- إيفان كاليرو على موقع قاعدة بيانات كرة القدم.إي يو (الإنجليزية)
- إيفان كاليرو على موقع Soccerbase.com (لاعب) (الإنجليزية)
- إيفان كاليرو على موقع Soccerway.com (الإنجليزية)